# Ruth Christensen
Ruth Christensen (født 1918 på Frederiksberg, død 2007 samme sted) var en dansk stoftrykker og kunsthåndværker. Ruth Christensen var datter af Petrea Christensen (1881–1950) og grosserer Hans C. Christensen (1880–1963), og søster til kunstneren Povl Christensen (1909–1977). Ruth Christensen arbejdede med stoftryk, tekstilkunst og design. Hun er især kendt for sine silketørklæder og vægtæpper, der bl.a. blev udstillet og forhandlet hos Den Permanente. 

## Uddannelse, Udlandsophold og Udmærkelser
Ruth Christensen gik på Marie Kruses Pigeskole på Frederiksberg. Hun blev færdiguddannet fra kunsthåndværkerskolen i 1950.
Ruth Christensen havde efter 2. verdenskrig længere studie- og arbejdsophold i New York og Paris. Hun foretog også længere rejser til Indien og Somalia.
I 1957 modtog hun den internationale designpris Compasso d'Oro.

## Karriere
Ruth Christensen var en pioner indenfor dansk tekstilkunst, hvor hendes banebrydende arbejde med stoftryk indbragte hende international anerkendelse. Hun skabte tekstiler, der blev omsat til duge, tehætter, servietter og tøj m.m., men arbejdede også med billedtæpper og billedbøger. Herudover skrev, tegnede og malede hun flere upublicerede billedbøger for børn. Hun udførte flere udsmykningsopgaver bl.a. for Hotel D’Angleterre, malede vægudsmykninger og dekorerede møbler og æsker. I de sidste ti år af hendes liv, arbejdede hun også med papir og fotocollage, samt skrev eventyr.
 Ruth Christensen udgav i 1975 "Stoftryk - historie, tanker og teknik" hos forlaget Gyldendal.
Ruth Christensen er repræsenteret på Danmarks Designmuseum.
|  | Artiklen om Ruth Christensen kan blive bedre, hvis der indsættes et (bedre) billede Du kan hjælpe ved at afsøge Wikimedia Commons for et passende billede eller uploade et godt billede til Wikimedia Commons iht. de tilladte licenser og indsætte det i artiklen. |